# Ann Dryden Witte
Ann Dryden Witte (* 28. August 1942) ist eine amerikanische Wirtschaftswissenschaftlerin, die für ihre Arbeiten über „eine Vielzahl interessanter und vielseitiger Probleme“ und als „produktive Autorin von Büchern, Monographien und Fachartikeln“ bekannt ist. Sie ist emeritierte Professorin für Wirtschaftswissenschaften am Wellesley College, und wissenschaftliche Mitarbeiterin des National Bureau of Economic Research.

## Ausbildung und Karriere
Ann Dryden wurde in Oceanside (New York), als Tochter eines Ehepaars geboren, das auf Long Island ein Geschäft für gebrauchte Maschinen betrieb. 1963 schloss sie ihr Studium der Politikwissenschaften und Geschichte an der University of Florida ab und erwarb 1965 einen Master-Abschluss in Wirtschaftswissenschaft an der Columbia University.
1969 heiratete sie während ihres Studiums an der North Carolina State University Leo Witte. 1971 promovierte sie in Wirtschaftswissenschaften mit dem Nebenfach Ozeanographie. In ihrer Dissertation befasste sie sich mit dem Thema Employment in the Manufacturing Sector of Developing Economies: A Study of Mexico, Peru and Venezuela. Während dieser Zeit arbeitete sie von 1963 bis 1967 als Wirtschafts- und Systemanalytikerin in der Bundesregierung und anschließend als Dozentin am Tougaloo College und der North Carolina State University.
Nach Abschluss ihrer Promotion wurde sie Dozentin an der University of North Carolina, wo sie bis 1985 blieb. Im Jahr 1984 wurde sie Mitarbeiterin des National Bureau of Economic Research und zog 1985 von North Carolina nach Wellesley. In den Jahren 1987 und 1988 war sie außerdem als Fellow in Law and Economics an der Harvard Law School tätig.
Von 1999 bis 2000 führte sie den Vorsitz des Forschungsverbundes Child Care Policy Research Consortium.

## Publikationen (Auswahl)
Witte ist Autorin, oder Mitautorin von:
- Jeffrey A. Roth, John T. Scholz, Ann Dryden Witte: Taxpayer Compliance, Volume 1: An Agenda for Research (= Law in Social Context). University of Pennsylvania Press, 1989, JSTOR:j.ctv512x08 (englisch, 414 S.).
- Peter Schmidt, Ann Dryden Witte: Predicting Recidivism Using Survival Models (= Research in Criminology). Springer, 1988, ISBN 978-0-387-96596-3 (englisch, 185 S.).
- Peter Schmidt, Ann D. Witte: An Economic Analysis of Crime and Justice: Theory, Methods, and Applications. Academic Press, 1984, ISBN 978-1-4832-4628-4 (englisch).
- Carl Simon, Ann Dryden Witte: Beating the System: The Underground Economy. Praeger, 1982, ISBN 978-0-86569-105-6.

Außerdem ist sie Mitautorin mehrerer buchfüllender Regierungsberichte.

## Anerkennung
Witte ist Mitglied der American Society of Criminology, der American Statistical Association und der Royal Statistical Society.